# Aphanofalx
Aphanofalx är ett släkte av svampar. Aphanofalx ingår i divisionen sporsäcksvampar och riket svampar.